# Проспект Червоной Калины (Львов)
Проспе́кт Черво́ной Кали́ны — главный проспект микрорайона Сыхов во Львове (Украина). Начинается от улицы Стуса и идёт в южном направлении через весь Сыхов к улице Вернадского.

## Название
Часть улицы от улицы Стуса к улице Угорской в 1957 году получила название Криворожская. В 1981 года это название распространено на всю улицу. В 1993 году улица Криворожская была переименована в честь калины, одного из символов в украинской народной культуре.

## Примечательные здания
- № 36 — торгово-промышленный рынок «Шувар» его еще называют как "малый Шувар" открыт в 2000 году, самый крупный торгово-промышленный комплекс сельськохозяйственной продукции во Львове. Архитекторы: Любомир Королишин, Лидия Кутна и инженер конструктор В. Гойко.
- № 57 – детское поликлиническое отделение 4-й коммунальной городской поликлиники. Здание детской поликлиники, рассчитанное на 480 посещений в смену. Строительство поликлиники началось в 1981 году и осуществлялось на основе типового проекта, адаптированного инженерами конструктивно-проектной мастерской № 1. Главный архитектор проекта – Сергей Нивин, руководитель группы – Евгения Минкова. Стиль здания – модернизм.[1]
- № 60 — супермаркет «Арсен», открытый в июне 2002 года.
- № 62 — супермаркет «ВАМ», открытый в 2006 году.
- № 62-А – торгово-офисный центр «ИнтерСити». Открыт в 2009 году. Архитектор Владимир Следзь.
- № 70 — Церковь Рождества Пресвятой Богородицы, перед которой проводилась встреча верующих с папой Иоанном Павлом II в 2000 году. В 2002 году на месте, где проходила литургия, был установлен памятник папе. 28 сентября 2007 возле храма заложили парк имени Иоанна Павла II .
- № 81 — построенный в 1986 кинотеатр имени Довженко (с 2006 года — «Кинопалац им. Довженко»). Архитекторы Василий Каменщик и Александр Базюк.
- № 89 — храм Святого Равноапостольного князя Владимира Великого.
- № 109 — общественно-торговый центр «Зубра-Центр», построенный в 1994 году по индивидуальному проекту, разработанному группой архитекторов (Василий Каменщик, Анатолий Ващак, Евгения Минкова), а также частично – В. Б. Пяшко, В. П. Марьева. По стилевым признакам здание относится к позднему модернизму. В противоположность официальному названию центра «Зубра-Центр» (от названия села Зубра), возникло народное название — «Санта-Барбара», произошедшее от названия одноименного американского телесериала, получившего большую популярность среди зрителей украинского телевидения в середине 1990-х годов.

## Дороги и застройка
На пересечении проспекта Червоной Калины и улицы Луганской 6 января 2004 при участии президента Украины Леонида Кучмы введена в действие первая очередь Сыховского путепровода, который стал важной транспортной развязкой в этом районе города. Городов и решения построены преимущественно на средства Львовской железной дороги и при содействии тогдашнего министра транспорта Георгия Кирпы. Во время строительства моста была ликвидирована улица Брусничная.
Застройка проспекта — двухэтажная барачная конца 1950-х — начале 1960-х годов, девятиэтажки и четырнадцатиэтажки 1980—2000-х годов, пятиэтажки 1990-х годов.